# العقوبات المفروضة على أفغانستان

علم إمارة طالبان 1997-2001

العقوبات المفروضة على أفغانستان مجموعة من العقوبات نفذت من قبل الأمم المتحدة في نوفمبر 1999. وكانت العقوبات تستهدف عدد من الشخصيات المتهمة بالإرهاب وأسامة بن لادن وأعضاء تنظيم القاعدة.
تم تشديد عقوبات الولايات المتحدة ضد طالبان بموجب الأمر التنفيذي 13224 بعد هجمات 11 سبتمبر في عام 2001. بعد سقوط كابول في هجوم طالبان عام 2021 جمدت الولايات المتحدة احتياطيات الحكومة الأفغانية المحتفظ بها معظمها في حسابات بنكية أمريكية. جاءت سلطة تجميد هذه الأصول من العقوبات القائمة ضد طالبان. أصبح المستقبل الاقتصادي للبلاد الذي يعتمد بشكل كبير على المساعدات الأمريكية موضع تساؤل في ظل العقوبات المفروضة على طالبان، مما يعقد توزيع المساعدات الإنسانية الدولية على السكان المحاصرين.

## السياق
في 7 أغسطس 1998 تم تفجير سفارتي الولايات المتحدة في نيروبي ودار السلام، وبالتالي أثارت القاعدة الوعي العام الدولي بالتنظيم. وندد مجلس الأمن بالتفجيرات بعبارات عامة لكنه لم يتطرق للقاعدة على وجه التحديد. وفي العام نفسه تم تبني القرار رقم 1214 الذي طالب فيه المجلس «طالبان بوقف توفير الملاذ والتدريب للإرهابيين الدوليين ومنظماتهم». في 5 نوفمبر 1998 اتهم أسامة بن لادن وقائده العسكري محمد عاطف في المحكمة الجزئية الأمريكية في نيويورك بالهجوم المخطط له على مؤسسات الدفاع الأمريكية. بعد هذا الحدث طلب الوفد الأمريكي إلى مجلس الأمن قانونًا مطالبة طالبان بتسليم أسامة بن لادن. رفض زعيم طالبان الملا عمر تسليم أسامة بن لادن. ونتيجة لذلك نفذ مجلس الأمن تدابيره الأولى بموجب نظام الجزاءات 1267. في القرار 1267 برر مجلس الأمن نظام العقوبات بالإشارة إلى انتهاك القانون الإنساني في أفغانستان، والتمييز ضد المرأة ووجود إنتاج غير مشروع للأفيون.

## العقوبات

### عقوبات الأمم المتحدة
تهدف عقوبات الأمم المتحدة إلى منع حركة طالبان من دعم وتنفيذ أعمال الإرهاب الدولي كما تزعم المنظمة. فرض قرار مجلس الأمن التابع للأمم المتحدة رقم 1267 سلسلة من العقوبات المالية والسفر على أعضاء الحكومة الأفغانية التي يسيطر عليها تابليان في أعقاب قصف القاعدة سفارتي الولايات المتحدة في شرق إفريقيا ورفض طالبان تسليم أسامة بن لادن ليقف وراء تفجيرات السفارات في الولايات المتحدة. بالإضافة إلى ذلك «أدان مجلس الأمن بشدة... التدريب والتخطيط» للأعمال الإرهابية والإرهابية و«كرر الإعراب عن القلق العميق» للأنشطة الإرهابية، وكذلك انتهاكات القانون الدولي الإنساني وحقوق الإنسان، ولا سيما التمييز ضد النساء والفتيات.
بعد الغزو الأمريكي لأفغانستان وإزاحة طالبان من الحكومة، تم تعديل العقوبات لاستهداف أفراد معينين. تم وضع هؤلاء الأفراد على قائمة بناء على طلب الدول الأعضاء.

### العقوبات الأمريكية
قام الرئيس كلينتون بتجميد أصول الإمارة الإسلامية لطالبان بموجب الأمر التنفيذي رقم 13129 في 4 يوليو 1999. واستند هذا إلى النتائج الأمريكية التي تفيد بأن طالبان سمحت لأسامة بن لادن والقاعدة باستخدام أفغانستان كقاعدة للعمليات التي تنطلق منها أعمال تم التخطيط للعنف وارتكابه ضد الولايات المتحدة. صدر الأمر التنفيذي بموجب سلطة قانون سلطات الطوارئ الاقتصادية الدولية وقانون الطوارئ الوطنية وقوانين أمريكية أخرى ذات صلة.

## رفع العقوبات
في 15 يناير 2002 رفع مجلس الأمن العقوبات المفروضة على شركة الخطوط الجوية الأفغانية أريانا. كان هذا بسبب الواقع الجديد المتمثل في أن الخطوط الجوية الأفغانية لم تعد مملوكة أو تديرها طالبان. كما تم رفع العقوبات المفروضة على البنك المركزي الأفغاني.
في قرار مجلس الأمن رقم 2255 (2015) أقر المجلس بذلك: «لقد تطور الوضع الأمني في أفغانستان وأن بعض أعضاء طالبان قد تصالحوا مع حكومة أفغانستان، ورفضوا الفكر الإرهابي للقاعدة وأتباعها، ودعموا الحل السلمي للصراع المستمر في أفغانستان»
وأفيد كذلك أن مجلس الأمن: «وإذ يحيط علما بطلب حكومة أفغانستان أن يدعم مجلس الأمن المصالحة، بما في ذلك عن طريق إزالة الأسماء من قوائم عقوبات الأمم المتحدة لمن يتصالح مع الأشخاص الذين توقفوا عن المشاركة أو دعم الأنشطة التي تهدد السلام والاستقرار والأمن في أفغانستان، وإبداء عزمها على إيلاء الاعتبار الواجب لرفع العقوبات عن من يصالحون».